# Bukowo (jezioro w powiecie sławieńskim)
Bukowo – jezioro przybrzeżne na Wybrzeżu Koszalińskim, położone w województwie zachodniopomorskim, w powiecie sławieńskim, w gminie Darłowo.
Kilka tysięcy lat temu była to zatoka Morza Bałtyckiego, ale na skutek długotrwałego działania fal, prądów i wiatrów została odcięta od morza piaszczystą mierzeją.
Powierzchnia zwierciadła wody według różnych źródeł wynosi od 1644,0 ha do 1747,4 ha.
Zwierciadło wody położone jest na wysokości 0,2 m n.p.m. lub 0,1 m n.p.m. Średnia głębokość jeziora wynosi 1,8 m, natomiast głębokość maksymalna 2,8 m.
W 2009 r. przeprowadzono badania jakości wód Bukowa w ramach monitoringu diagnostyczno-operacyjnego. W ich wyniku oceniono stan ekologiczny na zły (V klasy), a stan chemiczny na dobry. W ogólnej dwustopniowej ocenie stwierdzono zły stan wód Bukowa.
W oparciu o badania przeprowadzone w 1997 roku wody jeziora zaliczono do III klasy czystości.

Obszar Bukowa wraz z jego nadbrzeżem został objęty strefą ochrony uzdrowiskowej Dąbki. 

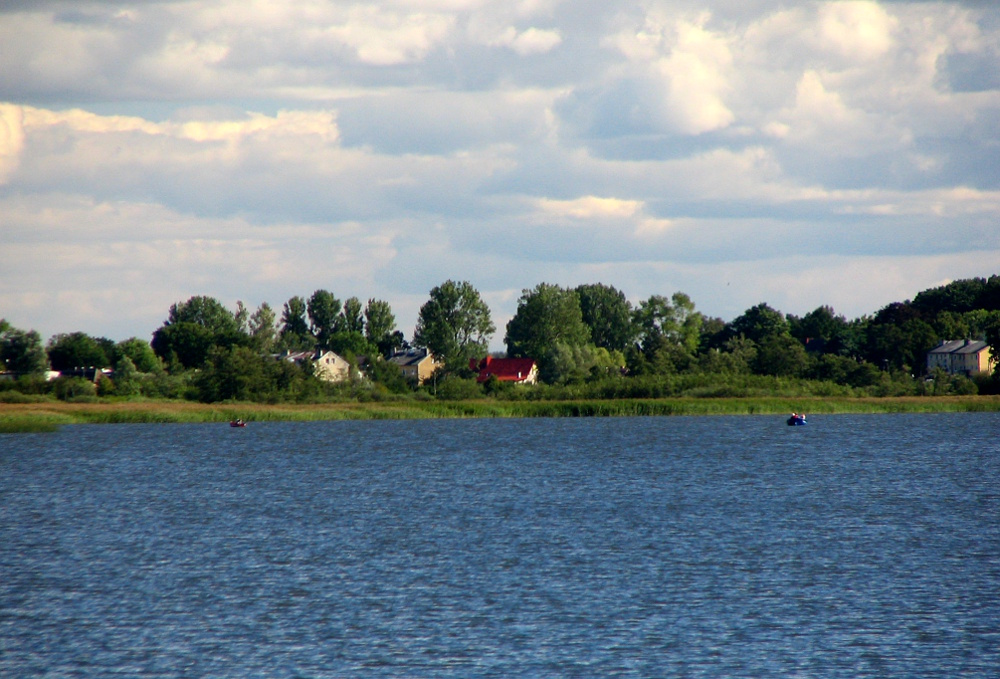
Jezioro Bukowo w Dąbkach

Na polskiej mapie wojskowej z 1937 r. podano polski egzonim Bukowo na oznaczenie jeziora. W 1948 roku wprowadzono urzędowo nazwę Bukowo, zastępując poprzednią niemiecką nazwę jeziora – Buckower See.

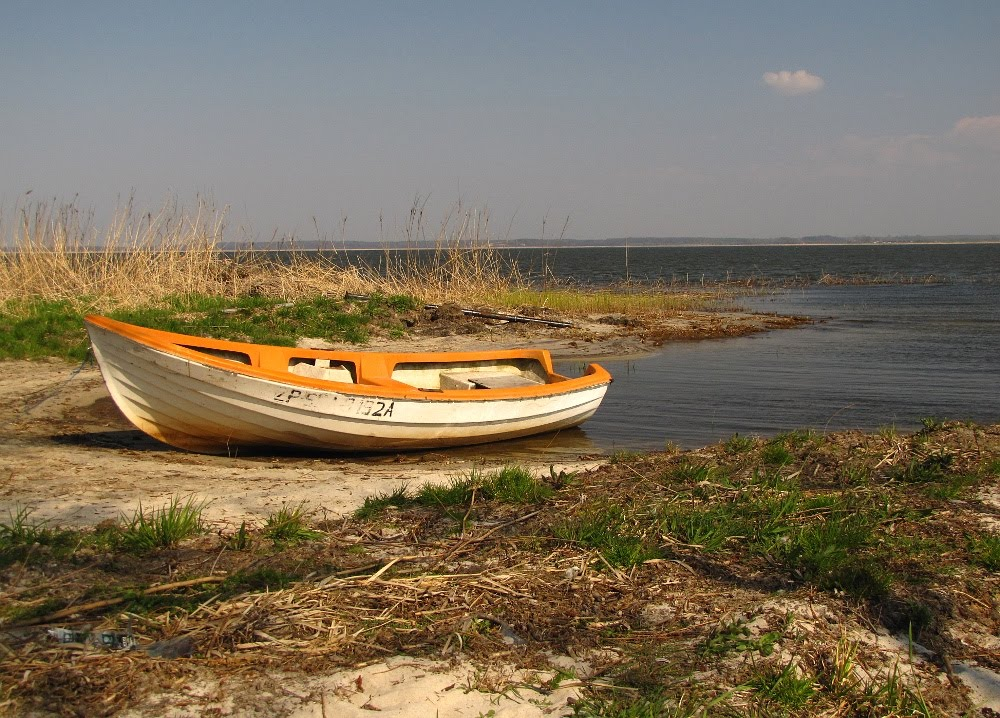
Jezioro Bukowo w Dąbkowicach

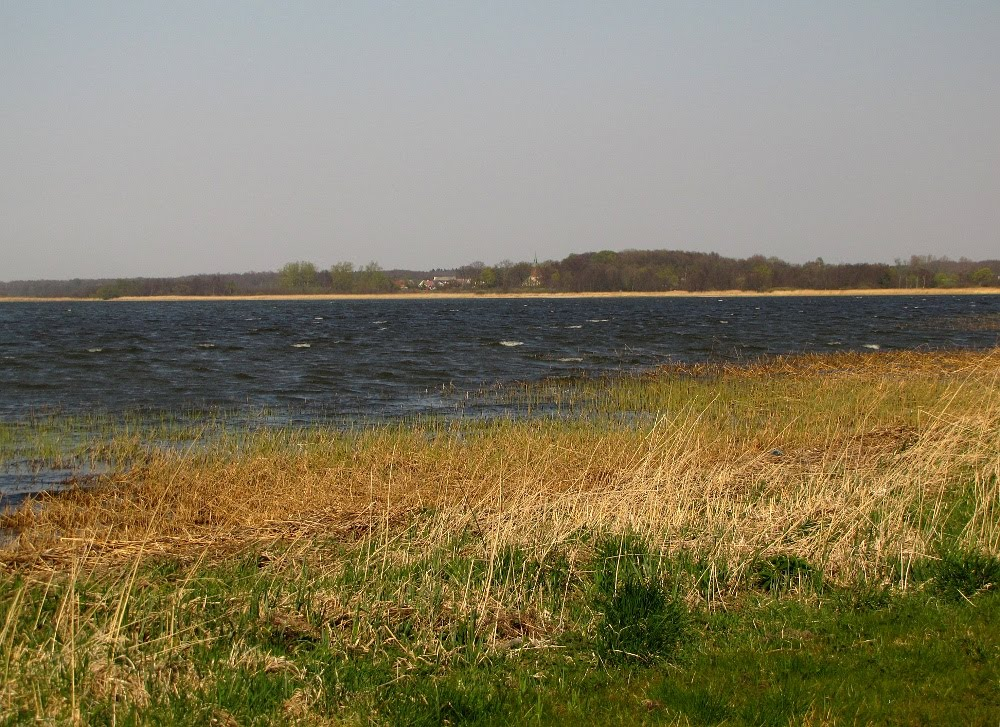
Jezioro Bukowo w Glęźnowie